# Ếch hang Negros
Platymantis spelaea (tên tiếng Anh: Negros Cave Frog) là một loài ếch trong họ Ranidae. Chúng là loài đặc hữu của Philippines.
Các môi trường sống tự nhiên của chúng là rừng khô nhiệt đới hoặc cận nhiệt đới, rừng ẩm vùng đất thấp nhiệt đới hoặc cận nhiệt đới, hang, và chỗ ở ngầm dưới đất (không hẳn là hang). Loài này đang bị đe dọa do mất môi trường sống.